# 萨莫尼厄
萨莫尼厄（法語：Samogneux，法語發音：[samɔɲø]）是法国默兹省的一个市镇，属于凡尔登区。

## 地理
萨莫尼厄（49°15'18"N, 5°20'17"E）面积6.16 平方千米，位于法国大東部大區默兹省，该省份为法国西北部内陆省份，北与比利时接壤，西接马恩省和阿登省，南至上马恩省和孚日省，东临默尔特-摩泽尔省。
与萨莫尼厄接壤的市镇（或旧市镇、城区）包括：凡尔登地区博蒙、默兹河畔布拉邦、尚讷维尔、萨莫尼厄附近欧蒙、默兹河畔勒涅维尔。

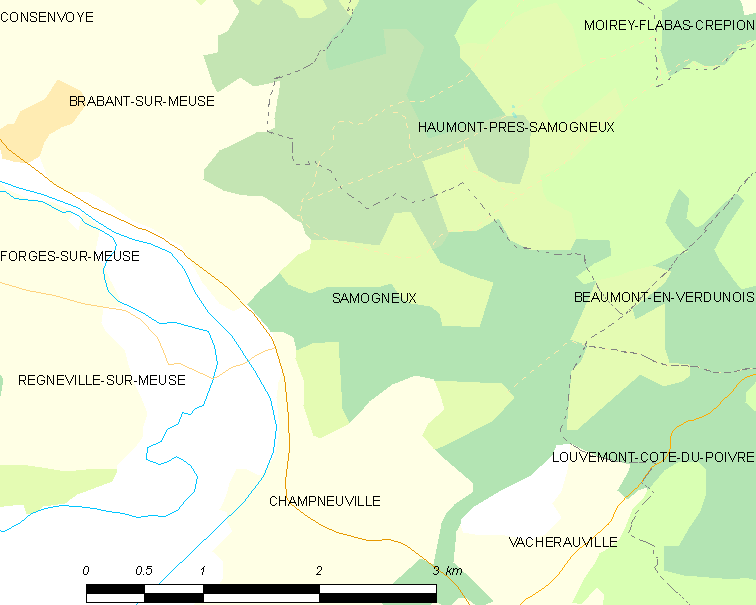
萨莫尼厄的OSM定位图

萨莫尼厄的时区为UTC+01:00、UTC+02:00（夏令时）。

## 行政
萨莫尼厄的邮政编码为55100，INSEE市镇编码为55468。

## 政治
萨莫尼厄所属的省级选区为默兹河畔贝尔维尔县。

## 人口

1962-2008年间萨莫尼厄人口变化图示

萨莫尼厄于2022年1月1日时的人口数量为99人。